# Tío Polito
Tío Polito, nombre artístico de Manuel Bernal Mejía (Ocotlán, Jalisco 3 de diciembre de 1901 - Ciudad de México, 7 de enero de 1975), un orador, locutor de radio, declamador y narrador,  mexicano. También fue conocido en su país como El Declamador de América.

## Biografía
Manuel Bernal Reinoso y Marcelina Bernal Reinoso nacieron en Ocotlán Jalisco, ambos hijos de Atanacia Reinoso. Cuando estos eran pequeños fueron separados por su padre, robándole el varón a la señora Atanacia y dejándole a Marcelina.  
Manuel estudió Derecho en la Universidad Nacional Autónoma de México pero decidió abandonar dicha carrera en 1922 para ser cantante. En 1927 ganó el segundo lugar en un concurso de oratoria organizado por el periódico El Universal, mismo que tuvo como primer sitio a Adolfo López Mateos, quien fue presidente de México. 
En 1930 entró a la radiodifusora XEW, contratado para ser locutor y realizar declamaciones. En dicha estación saltaría a la fama por el programa de radio Los cuentos del tío Polito, mismo que inició en 1932 protagonizado inicialmente por el actor Leopoldo Beristáin. El tío Polito era un viejecito que vivía en la zona boscosa del Ajusco con su gata Mimí, en la Ciudad de México y que contaba historias y cuentos clásicos infantiles y leía las cartas que los niños enviaban a la XEW. La rúbrica del programa fue Patito, patito interpretada por el Trío Garnica Ascencio. El programa sería uno de los primeros éxitos masivos de la radiodifusora y Manuel Bernal, por consiguiente, el primer locutor en lograr la fama gracias a un programa suyo. Según Alma Rosa Alva de la Selva Tío Polito pudo ser el primer programa infantil de la radio mexicana antes de arribar Francisco Gabilondo Soler, el más grande compositor infantil mexicano del siglo XX a la XEW, cuando Tío Polito ya era un éxito en dicha estación.
Como declamador realizaría una popular versión del poema El brindis del bohemio de Guillermo Aguirre y Fierro. Acostumbrada su lectura en México en el Día de las madres, la versión de Bernal Reinoso se vendería en discos. Bernal Reinoso falleció en 1975 víctima de un paro cardiaco. Un parque en la Colonia Del Valle de la Ciudad de México lleva su nombre.